# 1635
1635 (MDCXXXV) var ett normalår som började en måndag i den gregorianska kalendern och ett normalår som började en torsdag i den julianska kalendern.

## Händelser

### Februari
- 22 februari – Franska akademien grundas i Paris som nationell akademi för bevarandet av det franska språket.[1]

### April
- April – Axel Oxenstierna besöker Frankrike, där han förhandlar fram en fastare allians mellan Sverige och Frankrike, som nu går in aktivt i trettioåriga kriget.

### Maj
- 30 maj – Den tysk-romerske kejsaren Ferdinand II sluter fred i Prag med kurfurst Johan Georg I av Sachsen och katolska ligan. Freden innebär att alla områden i Tyskland ska behålla den trosriktning (katolicism eller protestantism) som de hade den 12 november 1627, att Bayern övertar Pfalz ställning som kurfurstendöme, att Sachsen övertar Lausitz från Böhmen, att man ska bilda en gemensam tysk rikshär, att alla särförbund, både katolska ligan och det protestantiska Heilbronnförbundet ska upplösas och att alla som har burit vapen mot kejsaren får amnesti. Freden är ett försök att göra slut på det pågående trettioåriga kriget, vilket dock misslyckas, eftersom de utländska makterna i Tyskland (Sverige och Frankrike) vägrar gå med på att lämna landet och istället sluter förbund mot de tyska staterna, varpå kriget fortsätter till 1648.

### September
- 2 september – Då stilleståndet i Altmark går ut sluts ett nytt stillestånd i Stuhmsdorf (Sztumska Wieś) mellan Sverige och Polen. Detta stillestånd är på 26 år och i det avstår Sverige från de inkomstbringande hamnarna i Preussen, men behåller Livland.

### Oktober
- Oktober – Hertig Bernhard av Weimar inträder i fransk tjänst med sin för svensk räkning värvade här.
- 22 oktober – Svenskarna besegrar kejsarens trupper i slaget vid Dömitz.

### Okänt datum
- Johan Banér blir befälhavare för den svenska hären.
- Landshövdingsstadgan införs i Sverige och innebär att landshövdingarna från och med nu skall föra landböcker, det vill säga kontrollera fogdarnas ekonomiska förehavanden. Därmed blir landshövdingarna statsmaktens representanter på lokalnivå. De leder civilförvaltningen genom en så kallad landsregering, sedermera kallad länsstyrelse.
- Hans Olofsson ger ut ett av Sveriges äldsta julspel, Een lijten andeligh Tragoedia Om tree wijsa män.
- För första gången används svartkrut vid sprängningar i svenska gruvor.
- Den nederländske vetenskapsmannen Hugo Grotius utses till svensk ambassadör i Paris.

## Födda
- 13 januari – Philipp Jakob Spener, tysk teolog.
- 18 februari – Johan Göransson Gyllenstierna, svensk greve och riksråd.
- 18 juli – Robert Hooke, engelsk naturforskare och uppfinnare.
- 25 november – Françoise d'Aubigné de Maintenon, politiskt aktiv fransk markisinna.

## Avlidna
- 31 januari – Johannes Chesnecopherus, Sveriges förste botaniske författare.
- 15 april – Urszula Mayerin, politiskt aktiv polsk hovfunktionär.
- 21 april – Maria Musch, nederländsk redare.
- 27 augusti – Lope de Vega, spansk dramatiker och poet.

### Fotnoter
1. ↑  ”Les grandes dates”. Académie française. http://www.academie-francaise.fr/histoire/index.html. Läst 4 februari 2011.